# Таловское озеро
Таловское — озеро в Пенжинском районе Камчатского края России. Находится на севере Камчатки, на территории Парапольского дола, кластерного участка Корякского заповедника. Представляет собой разлив реки Таловка, которая в верховьях носит название Куюл.

## Географическое положение
Водная система Парапольского дола включает около 20 тысяч озёр, Таловское является самым крупным из них. Его длина 15 км, максимальная ширина — 4.5 км. Площадь озера составляет 44 км². Абсолютная отметка уреза воды в межень — 50 м Водосборная площадь озера 2130 км².
Ближайший населённый пункт — село Таловка.

## Данные водного реестра
По данным государственного водного реестра России озеро относится к Анадыро-Колымскому бассейновому округу, речной бассейн — реки Камчатки бассейна Охотского моря (до Пенжины). Водохозяйственный участок — бассейны рек Охотского моря п-ова Камчатка от восточной границы бассейна р. Пенжина до южной границы бассейна р. Тигиль. Код водного объекта 19080000111120000002576.

## Притоки
В Таловское озеро впадают несколько рек: Маёлговаям, Куюл, Виайраваям, Уяльваям и три реки без названия.

## Климатические особенности
Ввиду циклонической деятельности Охотского моря климат данного района умеренно-континентальный. Таловское озеро замерзает в октябре, а вскрывается в июне. Питание озера смешанное: снегово-дождевое.

## Флора и фауна озера
На территории возле озера были обнаружены водорослевые, хвощовые, моховые, папоротниковые и сообщества покрытосеменных гидрофитов. Для данного района даётся классификация флоры, которая включает в себя 23 формации и 30 ассоциаций.
Место гнездования водных и околоводных птиц: утки, гуси, кулики, включая виды, которые включены в Красную книгу.

## Пересыхание озера
В 2016 году ввиду жаркого лета и малоснежной зимы практически пересохло Таловское озеро. Пострадали птицы и рыбы, из-за этого рыбе приходится мигрировать в реки. Вполне возможно и то, что это озеро обмелеет совсем.